# Phragmatobia dahurica
Phragmatobia dahurica là một loài bướm đêm thuộc phân họ Arctiinae, họ Erebidae.